# Cecilio
Cecilio es un nombre propio masculino de origen latino en su variante en español. El nombre procede de una gens romana, la Cæcilia, que tenía su origen en el mítico fundador de Praeneste: Cæcŭlus, diminutivo de cæcus, "ciego".

## Santoral
1 de febrero: San Cecilio.

## Variantes
- Femenino: Cecilia.

### Variantes en otros idiomas
| Variantes en otras lenguas | Variantes en otras lenguas |
| -------------------------- | -------------------------- |
| Español                    | Cecilio                    |
| Alemán                     | Cäcilius                   |
| Irlandés                   | Siseal                     |
| Catalán                    | Cecili                     |
| Checo                      | Cecílius                   |
| Euskera                    | Koikili                    |
| Francés                    | Cécil                      |
| Griego                     | Καικίλιος (Kaikílios)      |
| Holandés                   | Caecilius                  |
| Húngaro                    | Cecíliusz                  |
| Inglés                     | Caecilius, Cecil           |
| Italiano                   | Cecilio                    |
| Latín                      | Caecilius                  |
| Lituano                    | Cecilijus                  |
| Polaco                     | Cecyliusz                  |
| Portugués                  | Cecílio                    |
| Ruso                       | Цецилий (Cecilij)          |